# أوهيل موشيه
أوهيل موشيه (אוהל משה) حي يهودي أُسس شمال شرق يافا عام 1906. وكان آخر حي يهودي أُسس في المنطقة قبل تأسيس أحوزات بيت وبناء مدينة تل أبيب. يُشتق اسم الحي من الأسماء الأولى لمؤسسيه الثلاثة، موشيه أشولين، وموشيه إلباز، وموشيه عطية.
وعلى غرار حي محانيه يوسف، أُسس حي أوهيل موشيه بسبب الاكتظاظ السكاني الذي شهدته يافا نتيجة الهجرة اليهودية الثانية. كان معظم مؤسسي الحي الجديد من اليهود من أصل شمال أفريقي، وانضم إليهم عدد من المهاجرين اليمنيين وعدد من الأشكناز.
اشترى البناؤون قطعة الأرض الواقعة بين حي محانيه يهودا جنوبًا وحي محانيه يوسف شمالًا، والتي امتدت على مساحة ٢٢ دونمًا. سعوا إلى إنشاء تواصل استيطاني يهودي موازٍ لشرق حي المنشية المختلط. نما الحي بسرعة، وفي عام ١٩٢٢ بلغ عدد سكانه ٩٣٦ نسمة يسكنون ٨٢ منزلًا. ومع مرور السنين ابتلعه حي نفي تسدك تدريجيًا.